# Петрович, Саша
Саша Петрович (серб. Саша Петровић / Saša Petrović; 31 декабря 1966, Титоград, СР Черногория, СФРЮ) — югославский футболист, вратарь, черногорский футбольный тренер.

## Карьера
Саша Петрович начал карьеру в 1984 году в клубе второй югославской лиги ОФК (Титоград). Со следующего сезона был приглашён в «Будучност» (Титоград), выступавшую в Первой лиге Югославии. Однако там он прочно осел на скамейке запасных, сыграв 3 матча за пять лет. Сезон 1989/90 Петрович провёл в клубе из второй лиги «Сутьеска» (Никшич), в команде он был основным вратарём. После вернулся в «Будучност», где регулярно стал попадать в стартовый состав. В сезоне 1993/94 перешел в другой клуб первой югославской лиги белградский ОФК, где провёл два сезона.
В 1995 году Саша Петрович перешёл в китайский «Шаньдун Лунэн», с которым провёл один сезон и выиграл Кубок страны. В 1996—1997 годах Петрович выступал два сезона за южнокорейский «Чоннам Дрэгонз», в сезоне 1997 стал обладателем Кубка страны и серебряным призёром чемпионата.
Возвратившись из Азии, Петрович присоединился к клубу второй испанской лиги «Эльче», за который провёл часть сезона 1997/98. В 1998 году Петрович ненадолго вернулся в белградский ОФК. В 1998 году он также сыграл свою единственную игру за сборную Югославии, выйдя на замену в товарищеском матче против сборной Туниса, выигранном 0—3.
В 1999 году Петрович второй раз стал игроком «Шаньдун Лунэн», который возглавил его соотечественник Слободан Сантрач. Сезон 1999 стал весьма успешным для клуба, выигравшего чемпионат и Кубок страны. Саша Петрович провёл в чемпионате 26 матчей, в которых пропустил 13 голов, он был признан вторым, кто внёс наибольший вклад в золотой сезон, после главного тренера Слободана Сантрача. Следующий сезон сложился менее удачно для клуба и вратаря, «Шаньдун Лунэн» довольствовался только пятым местом в чемпионате, а Сантрач покинул свой пост. С Петровичем китайский клуб расстался вынужденно, так как Китайская футбольная ассоциация ввела запрет на вратарей легионеров в чемпионате страны.
В Черногории Саша Петрович был главным тренером клубов «Ком» (Подгорица), «Грбаль» (Радановичи), «Сутьеска» (Никшич), «Морнар» (Бар), и дважды «Будучност» (Подгорица).
В 2015—2017 годах Петрович работал помощником Миодрага Божовича в белградской «Црвена Звезда». В 2017—2018 — ассистент Божовича в тульском «Арсенале».
С октября 2018 по июль 2020 — ассистент Божовича в самарских «Крыльях Советов».